# Sollia
Sollia är en kyrkby i Stor-Elvdals kommun i Innlandet fylke i östra Norge. Orten ligger vid fylkesväg 219. Här finns Sollia kyrka.
Orten utgjorde tidigare centralort i dåvarande Sollia kommun.